# 華萊士 (印第安納州)
華萊士（英語：Wallace）是一個位於美國印地安納州方廷縣的城鎮。

## 人口
根據2010年美國人口普查的數據，華萊士的面積為0.22平方千米，當中陸地面積為0.22平方千米，而水域面積為0.00平方千米。當地共有人口105人，而人口密度為每平方千米477人。